# デモステネス

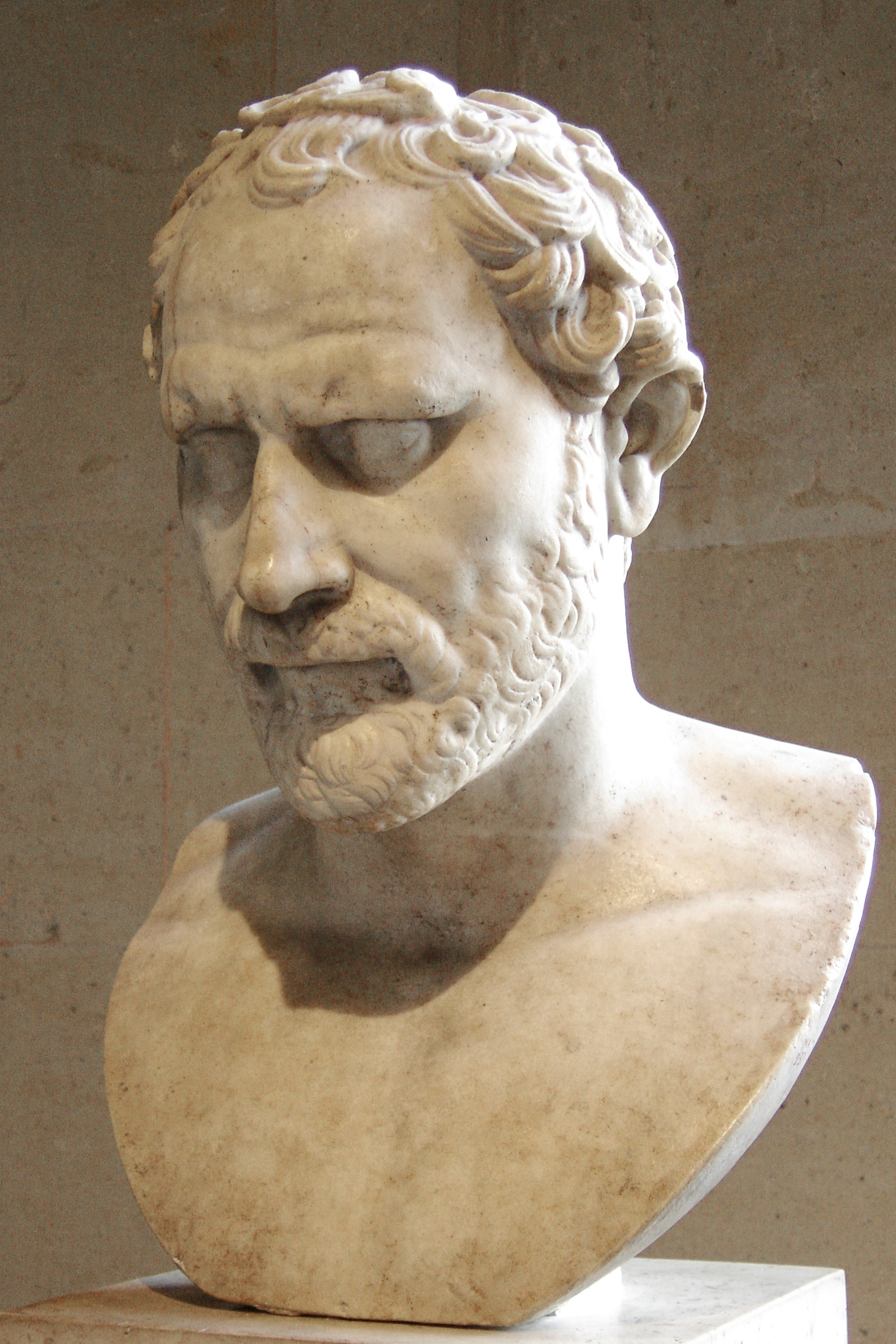
デモステネスの胸像

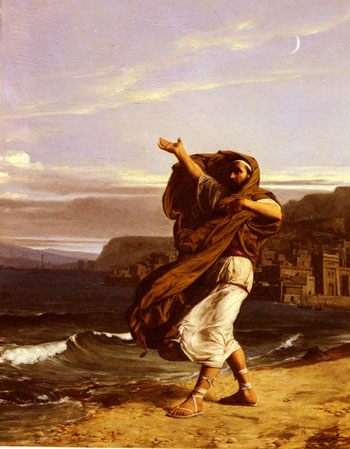
演説をするデモステネスの絵（ジャン＝ジュール＝アントワーヌ・ルコント・デュ・ヌイ画）

デモステネス（古希: Δημοσθένης、古代ギリシア語ラテン翻字: Dēmosthénēs、紀元前384年頃 - 紀元前322年）は、古代ギリシアの政治家・弁論家。アッティカ十大雄弁家の一人。アテナイの指導者としてギリシア諸ポリスの自立を訴えて反マケドニア運動を展開したが叶わず、自殺へと追い込まれた。

## 生涯
デモステネスは紀元前384年にアテナイの富裕な商工業者の家に生まれた。しかし若くして父を失い、さらに後見人たちに遺産を横領された。その遺産奪回を図って、アッティカ十大雄弁家の一人イサイオスに師事して弁論術を学び、やがて後見人たちを告訴して彼らから全額ではないにせよ遺産を奪い返した。その後、裁判関連の仕事や自らが弁論術を指導することで生計を立て、徐々に当時のアテナイ政治にも発言を強めていった。
当時のギリシア諸ポリス（都市国家）は、かつてのような一人一人の市民が武装して都市の防衛に従事する戦士集団としての性格を既に失っており、傭兵に依存した戦争を繰り返すうちに市民共同体を維持していくという精神も損なわれていた。一方で、北方のマケドニア王国はピリッポス2世のもとで強大化が進んでいたため、諸ポリスの独立が奪われる危機に陥っていた。こうした中で、デモステネスは反マケドニアの主張を掲げ、紀元前339年のアテナイ・テーバイ同盟の成立にも尽力したのだが、翌年のカイロネイアの戦いで、アテナイ・テーバイ同盟はマケドニアのピリッポス2世に完敗した。
当時の世論は、マケドニアに屈することに対して必ずしも否定的ではなかった。長期に渡るポリス間の抗争は人々を疲弊させており、強大な指導者の下で平和と安定を望む声もあった。デモステネスとほぼ同時代を生きた弁論家イソクラテスもマケドニアの興隆に対してピリッポスの下でのギリシアの団結とアケメネス朝の打倒を論じていたし、デモステネスのライバルとも言えるアイスキネスはマケドニアの下にギリシアを統一すべしと説く親マケドニアの立場であった。そのため、デモステネスは遊説を重ねたものの、反マケドニア運動の機運を十分に高めることはできず、結局はスパルタを除くギリシアの諸ポリスがマケドニアに屈服した（コリントス同盟）。紀元前336年、デモステネスはピリッポス2世が突然暗殺されたことに乗じて再び反マケドニア運動を起こすが失敗、亡命を余儀なくされた。
ピリッポス2世の死後のマケドニアは、新たに息子のアレクサンドロス3世が指導者として東方遠征を敢行するなど指導力を発揮するが、紀元前323年にアレクサンドロスが熱病で急死した。この際にデモステネスはアテナイに帰国し、再度反マケドニア運動を展開し、アテナイはラミア戦争を起こした。しかしマケドニア軍の前に鎮圧され、マケドニアの追跡が迫る中で服毒自殺した。
デモステネスの弁論家としての名声は非常に高く、共和政下で弁論に高い価値が与えられていたローマでもデモステネスの代表的な弁論『ピリッピカ』（『フィリッピカ』）はよく読まれた。例えば、マルクス・トゥッリウス・キケロはマルクス・アントニウスを僭主として糾弾する自身の一連の弁論に対し『ピリッピカ』の名を与えている。

## 日本語訳
- デモステネス弁論集 1（加来彰俊・北嶋美雪・杉山晃太郎・田中美知太郎・北野雅弘 訳）京都大学学術出版会〈西洋古典叢書〉、2006年。全7巻
マケドニア王ピリッポス2世からの書簡を含む、デモステネスの議会弁論すべてを収録。
- デモステネス弁論集 2（木曽明子[1] 訳）京都大学学術出版会〈西洋古典叢書〉、2010年
古典ギリシア語散文の最高峰という評価を不動のものにした代表作『冠について』（第十八弁論）のほか『使節職務不履行について』（第十九弁論）を収録。解説、関連地図等を付す。
- デモステネス弁論集 3（北嶋美雪・木曽明子・杉山晃太郎 訳）京都大学学術出版会〈西洋古典叢書〉、2004年。デモステネスの初期の法廷弁論を収録。
- デモステネス弁論集 4（木曽明子・杉山晃太郎 訳）京都大学学術出版会〈西洋古典叢書〉、2003年。デモステネスの初期の法廷弁論を収録。
- デモステネス弁論集 5（杉山晃太郎・木曽明子・葛西康徳・北野雅弘・吉武純夫 訳）京都大学学術出版会〈西洋古典叢書〉、2019年
- デモステネス弁論集 6（佐藤昇・木曽明子・吉武純夫・平田松吾・半田勝彦 訳）京都大学学術出版会〈西洋古典叢書〉、2020年
- デモステネス弁論集 7（栗原麻子・木曽明子・吉武純夫 訳）京都大学学術出版会〈西洋古典叢書〉、2022年